# Ainsworth, England
Ainsworth är en by i distriktet Bury, i grevskapet Greater Manchester, i England. Byn ligger 14 km från Manchester. Orten har 1 566 invånare (2015). Ainsworth var en civil parish 1866–1933 när blev den en del av Radcliffe. Civil parish hade 1 969 invånare år 1931.
Tony Irving är uppväxt i Ainsworth.